# Pteriomorphia
Pteriomorphia — підклас молюсків класу двостулкових. Містить сучасні ряди Arcoida, Limoida, Mytiloida, Ostreoida, Pectinoida і Pterioida та деяку кількість вимерлих (ймовірно базальних) родин, таких як Evyanidae, Colpomyidae, Bakevelliidae, Cassianellidae і Lithiotidae. Багато сучасних представників добре відомі — мідії, морські гребінці і устриці.
Молюски підкласу Pteriomorpha мають пластинчасті зябри та мешкають на поверхні морського дна. Вони прикріплюються до поверхонь за допомогою біссуса. Одна з ніг редукована, краї мантії не з'єднані. Зябра зазвичай великі та допомагають в харчуванні.

## Таксономія
Ревізія підкласу Pteriomorphia проведена у 2010 році. За цими даними підклас має таку структуру:
Ряд Arcida
- Надродина Arcoidea
  - Родина Arcidae
  - Родина Cucullaeidae
  - Родина Glycymerididae
  - Родина Noetiidae
  - Родина Parallelodontidae
- Надродина Limopsoidea
  - Родина Limopsidae
  - Родина Philobryidae

Ряд Ostreida
- Надродина Ostreoidea
  - Родина Gryphaeidae
  - Родина Ostreidae — устриці

Ряд Pectinida
- Надродина Anomioidea
  - Родина Anomiidae — аномії
  - Родина Placunidae
- Надродина Plicatuloidea
  - Родина Plicatulidae
- Надродина Dimyoidea
  - Родина Dimyidae
- Надродина Pectinoidea
  - Родина Entoliidae
  - Родина Pectinidae — гребінці
  - Родина Propeamussiidae
  - Родина Spondylidae

Ряд Limida
- Надродина Limoidea
  - Родина Limidae

Ряд Mytilida
- Надродина Mytiloidea
  - Родина Mytilidae — мідії

Ряд Pteriida
- Надродина Pinnoidea
  - Родина Pinnidae
- Надродина Pterioidea
  - Родина Malleidae
  - Родина Pteriidae
  - Родина Pulvinitidae